# Gouryella
Gouryella ist ein Trance-Projekt aus den Niederlanden, gegründet von Tiësto und Ferry Corsten. Der Name stammt aus der Sprache der Aborigines und bedeutet „Himmel“.

## Werdegang
Gouryella stellte den typisch-niederländischen Epic Trance dar. Ihre Produktionen waren innerhalb der Trance-Szene und auch darüber hinaus sehr erfolgreich. Markant waren die sehr aufwendig computergenerierten Videoclips für das Musikfernsehen. In den Clips wurden philosophische Themen behandelt, die den epischen Charakter der Musik unterstreichen (Verhältnis Mensch-Maschine, Frage nach dem Schöpfer, Sinn der Evolution usw.).
Tiësto hatte das Projekt schließlich aus Zeitgründen verlassen. Eine gemeinsame zukünftige Fortführung schien eher unwahrscheinlich, da sich Tiëstos musikalische Entwicklung von Trance entfernt hat. Die letzte Single vor dem Comeback, Ligaya, wurde 2002 von Ferry Corsten mit John Ewbank produziert.
Im Mai 2015 präsentierte Ferry Corsten in seiner Radiosendung mit Anahera eine neue Single, die ganz klar den Musikstil von damals fortsetzt. Sowohl die markante Bassline, der epische Break, wie auch die Melodien sind wieder Gouryella-typisch. Darauf folgend erschien im Juni 2016 die Single Neba.

## Singles
- Gouryella (1999)
- Walhalla (1999)
- We Came (1999, veröffentlicht unter dem Alias Vimana)
- Dreamtime (2000, veröffentlicht unter dem Alias Vimana)
- Tenshi (2000)
- Ligaya (2002, von Ferry Corsten mit John Ewbank produziert)
- Anahera (2015)
- Neba (2016)
- Venera (Vee's Theme) (2017)
- Surga (2019)
- Orenda (2021)